# Fortunato Depero
Fortunato Depero (30. března 1892, Fondo – 29. listopadu 1960, Rovereto) byl italský futuristický malíř, spisovatel, sochař a grafik.

## Život

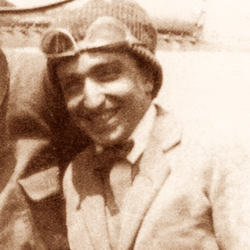
Fortunato Depero (1922)

Přestože jeho rodištěm bylo Fondo (ležící v provincii Trento), Depero vyrůstal v Roveretu, kde také poprvé vystavoval svá díla. Jeho první setkání s futurismem proběhlo v roce 1913, kdy se během výletu do Florencie dostal k jednomu výtisku novin Lacerba, ve kterém si přečetl článek, jenž napsal jeden ze zakladatelů tohoto hnutí – Filippo Tommaso Marinetti. Depero jej pojal jako inspiraci a roku 1914 se přestěhoval do Říma, kde se setkal s dalším futuristou, Giacomem Ballou. Spolu s ním pak roku 1915 napsal manifest Ricostruzione futurista dell’universo („Futuristická rekonstrukce vesmíru“), který stavěl na myšlenkách jiných futuristů a rozšiřoval je. V témže roce se kromě toho věnoval ještě scénografii a návrhům kostýmů pro baletní představení.
V roce 1919 založil Casa d'Arte Futurista („Dům futuristického umění“) v Roveretu, který se specializoval na výrobu hraček, tapiserií a nábytku v duchu futurismu. Roku 1925 pak reprezentoval futuristy na Exposition Internationale des Arts Décoratifs et Industriels Modernes (Mezinárodní výstava moderního průmyslového a dekorativního umění).
Depero se roku 1928 přestěhoval do New Yorku, kde sklidil úspěch jako návrhář kostýmů a grafik (mimo jiné navrhoval obálky pro MovieMaker, The New Yorker a Vogue). Tou dobou se také zabýval návrhy interiérů, které vytvořil pro dvě restaurace, jež byly později zničeny při výstavbě Rockefeller Center. Kromě toho pracoval i pro New York Daily News nebo řetězec obchodních domů Macy’s. Do Itálie se vrátil roku 1930.
Navzdory úpadku futuristického hnutí v třicátých a čtyřicátých letech pokračoval Depero v umělecké činnosti. Dokonce se dá říci, že za téměř veškerý rozvoj futurismu v tomto období se zasloužil on a Giacomo Balla. Jedním z projektů, do kterých se v té době zapojil, byl časopis Dinamo, který založil a vedl.
Kvůli problémům s evropskými úřady po konci druhé světové války se Depero roku 1947 rozhodl vrátit do New Yorku, ale ani zde se nesetkal s vřelým přivítáním. I přesto dosáhl několika úspěchů, mezi které patřilo například vydání překladu jeho autobiografie z roku 1940 Fortunato Depero nelle opere e nella vita (doslova „Fortunato Depero, jeho díla a jeho život“) pod názvem So I Think, So I Paint. Od zimy 1947 do října 1949 žil Depero na chatě v New Milford (Connecticut). Tento čas věnoval odpočinku a hlavně svému dlouhodobému plánu na otevření muzea.
Fortunato Depero dožil v Roveretu, kam se opět vrátil a v srpnu 1959 otevřel muzeum Galleria Museo Depero. V závěru svého života trpěl cukrovkou a poslední dva roky před smrtí nemohl malovat kvůli hemiparéze. Zemřel 29. listopadu 1960 ve věku 68 let.
Mnoho jeho děl je nyní uloženo v trvalých sbírkách Muzea moderního a současného umění Trenta a Rovereta („Mart“), pod které dnes spadá i jediné italské muzeum zasvěcené futurismu Casa d'Arte Futurista Depero.